# Bledlow Ridge
Bledlow Ridge är en by i Buckinghamshire i England. Byn är belägen 37,7 km 
från Buckingham. Orten har 766 invånare (2015).